# Tengki
Tengki is een bestuurslaag in het regentschap Brebes van de provincie Midden-Java, Indonesië. Tengki telt 5376 inwoners (volkstelling 2010).